# Käpt’n Blaubär – Das Kindermusical
Käpt’n Blaubär – Das Kindermusical ist ein Musical für Kinder und Familien, das mit der Zusammenarbeit vom Westdeutschen Rundfunk Köln und Cocomico produziert wird. Das Kindermusical wurde von 2014 bis 2016 live auf Tournee in Deutschland aufgeführt. Hauptcharaktere sind Käpt’n Blaubär, Hein Blöd und die drei Bärchen, bekannt aus der Sendung mit der Maus, die in dieser Sendung zu sehen sind und auf den Büchern von Walter Moers basieren.

## Handlung
Für Käpt’n Blaubär ist es zunächst ein Tag wie jeder andere. Er erzählt seinen Enkeln einige seiner Lügengeschichten. Dabei gerät er so in Fahrt, dass er zunächst nicht bemerkt, dass die drei Bärchen plötzlich verschwunden sind. Aber auch der tollpatschige Leichtmatrose Hein Blöd kann da nicht helfen. Doch dann entdecken die beiden eine schreckliche Nachricht: die drei Bärchen sind entführt worden! Als Lösegeld wird ein hoher Preis verlangt: der größte Diamant der Geschichte, genannt: „Das Auge des Tigers“.
Also machen Käpt’n Blaubär und Hein Blöd sich auf die Suche. Dabei erleben sie Abenteuer und müssen viele Gefahren vermeiden. Sie begegnen der größenwahnsinnigen Katze Octo-Tussy und einem geheimnisvollen Taucher. Sie treffen auf drei Kussmonster und einen verschrammten Professor. Drei Piraten versuchen, die Elvira zu kapern, und Käpt’n Blaubär und Hein Blöd müssen auch noch den Maharadscha von Safranistan vor dem weißen Kai retten. Doch allen Widersachern zum Trotz finden die beiden schließlich den Diamanten und müssen sich am Ende fragen, was die Blume Karin im Schilde führt und ob sie am Ende hinter all dem steckt.
Zum Schluss gibt es ein Happy End. Die drei Bärchen sind wieder da und alle fahren nach Hause. Zuhause trinkt die ganze Crew eine Tasse Tee.

## Trivia
- Dieses Musical orientiert sich an Käpt’n Blaubär – Der Film.

## Lieder
1. Käpt’n Blaubär erzählt
2. Dieser Bär kennt die Lüge nicht
3. Käpt’n Blaubär erzählt weiter
4. Hein Blöd, der Steuermann
5. Käpt’n Blaubär und Hein Blöd
6. Drei kleine Bärchen
7. Eine alte Seekiste
8. Totenmanns Kiste
9. Die Karte mit dem X
10. Das Labor in der Kombüse-Octotussy
11. Die Herrschaft der Katzen
12. Auf der Schatzinsel
13. Sei mein Schatz
14. Kann Karin helfen?
15. Piraten auf der Elvira
16. Wir sind Piraten
17. Diamant an Bord?
18. Der Taucher
19. Tief unten um Meer
20. Der Maharadscha und der weiße Kai
21. Ich bin der weiße Kai
22. Das Auge des Tigers
23. Der Diamant, der ist gleich mein
24. Steckt Karin hinter allem?
25. Drei kleine Bärchen-Reprise
26. Zum guten Schluss: Tee
27. Drei Könige der Lüge
28. Seemannsgarn und Seemannslatein